# Historique du parcours européen de l'AS Nancy-Lorraine
L’histoire de l'AS Nancy-Lorraine dans les compétitions européennes débute à la fin des années 1970 par une participation en Coupe des vainqueurs de Coupe en 1978-1979. Le club a dû attendre un peu moins de trente ans et une première qualification pour la Coupe de l'UEFA en 2006 pour retrouver la joie des soirées européennes. 
Cette page présente l'historique complet du parcours européen de l'AS Nancy-Lorraine ainsi que les statistiques qui y sont rattachées.
Depuis sa fondation en 1967, le club nancéien a participé à deux coupes de l'UEFA, renommée Ligue Europa en 2009 ainsi qu'à une Coupe des vainqueurs de Coupe, compétition disparue en 1999.

## Coupe des vainqueurs de Coupe 1978-1979
La victoire de l'AS Nancy-Lorraine en Coupe de France en 1978 a permis au club de décrocher sa première qualification pour une compétition européenne à peine une dizaine d'années après la création du club.
| Match        | Équipe 1           | Résultat | Équipe 2          | Aller | Retour |
| ------------ | ------------------ | -------- | ----------------- | ----- | ------ |
| 1er tour     | BK Frem Copenhague | 2 - 4    | AS Nancy-Lorraine | 2 - 0 | 0 - 4  |
| 8e de finale | Servette FC        | 4 - 3    | AS Nancy-Lorraine | 2 - 1 | 2 - 2  |

## Coupe UEFA 2006-2007
Grâce à sa victoire en Coupe de la Ligue en 2006, Nancy décroche à sa qualification pour le premier tour de la Coupe de l'UEFA 2006-2007. L'AS Nancy-Lorraine redécouvre la scène européenne 29 ans après son dernier match en Coupe des vainqueurs de coupe.
Premier tour
Avec son manque de matchs au niveau européen l'AS Nancy-Lorraine n'est logiquement pas tête de série pour le tirage au sort du premier tour qui a lieu le 25 août 2006 à Monaco. Elle hérite d'un bon club européen et 4e de Bundesliga en 2006, le FC Schalke 04.
| Équipe 1      | Résultat | Équipe 2          | Aller | Retour |
| ------------- | -------- | ----------------- | ----- | ------ |
| FC Schalke 04 | 2 - 3    | AS Nancy-Lorraine | 1 - 0 | 1 - 3  |

Phase de poule : Groupe E
Pour le tirage au sort de la phase de poule, qui s'est tenu le 3 octobre 2006 à Nyon (Suisse), il a été constitué 5 pots de 8 équipes regroupant les 40 équipes qualifiées pour cette phase en fonction de leur coefficient UEFA. L'AS Nancy-Lorraine se retrouve dans le cinquième et dernier pot. En effet les Nancéiens ont le 36e coefficient UEFA des clubs encore en course (16,757). Nancy hérite du groupe E avec le Feyenoord Rotterdam (3e de la précédente Eredivisie), du FC Bâle (vice-champion de la Super League en 2006), du Wisła Cracovie (vice-champion en titre du championnat de Pologne) et du Blackburn Rovers (6e de Premier League l'année précédente).
Cette phase de poule sera marquée du côté nancéien par les incidents qui ont émaillé le match contre le Feyenoord à Marcel-Picot dans les tribunes ainsi qu'en ville. Ces incidents coûteront cher à Feyenoord qui en plus d'être condamné à une forte amende sera par la suite exclu de la compétition.
| Rang | Équipe            | Pts | J | G | N | P | Bp | Bc | Diff |  | Résultats (▼ dom., ► ext.) |     |     |     |     |     |
| ---- | ----------------- | --- | - | - | - | - | -- | -- | ---- |  | -------------------------- | --- | --- | --- | --- | --- |
| 1    | Blackburn Rovers  | 10  | 4 | 3 | 1 | 0 | 6  | 1  | +5   |  | Blackburn Rovers           |     | 1-0 |     |     | 3-0 |
| 2    | AS Nancy-Lorraine | 7   | 4 | 2 | 1 | 1 | 7  | 4  | +3   |  | AS Nancy-Lorraine          |     |     | 3-0 | 2-1 |     |
| 3    | Feyenoord         | 5   | 4 | 1 | 2 | 1 | 4  | 5  | -1   |  | Feyenoord                  | 0-0 |     |     | 3-1 |     |
| 4    | Wisła Cracovie    | 3   | 4 | 1 | 0 | 3 | 6  | 8  | -2   |  | Wisła Cracovie             | 1-2 |     |     |     | 3-1 |
| 5    | FC Bâle           | 2   | 4 | 0 | 2 | 2 | 4  | 9  | -5   |  | FC Bâle                    |     | 2-2 | 1-1 |     |     |

Phase finale
Nancy ayant fini deuxième de son groupe elle devra affronter au cours des 16e de finale un club reversé de la Ligue des Champions. Le tirage a lieu le 15 décembre 2006 à Nyon et l'AS Nancy-Lorraine hérite du Chakhtar Donetsk, dernier champion d'Ukraine et 3e du groupe D de la Ligue des champions 2006-2007.
| Match         | Équipe 1         | Résultat | Équipe 2          | Aller | Retour |
| ------------- | ---------------- | -------- | ----------------- | ----- | ------ |
| 16e de finale | Chakhtar Donetsk | 2 - 1    | AS Nancy-Lorraine | 1 - 1 | 1 - 0  |

## Coupe UEFA 2008-2009
En finissant 4e de Ligue 1 à la fin de la saison 2007-2008, l'AS Nancy-Lorraine décroche sa seconde qualification pour la Coupe de l'UEFA en 3 ans.
Premier tour
Grâce à son parcours européen en Coupe de l'UEFA au cours de la saison 2006-2007, Nancy est tête de série pour le tirage au sort du premier tour qui a lieu le 29 août 2006 à Monaco. Cela lui permet d'éviter les clubs les plus prestigieux dès ce premier tour, elle hérite du Motherwell FC, 3e du Championnat d'Écosse en 2008.
| Équipe 1          | Résultat | Équipe 2      | Aller | Retour |
| ----------------- | -------- | ------------- | ----- | ------ |
| AS Nancy-Lorraine | 3 - 0    | Motherwell FC | 1 - 0 | 2 - 0  |

Phase de poule : Groupe H
Pour le tirage au sort de la phase de poule, qui s'est tenu le 7 octobre 2008 à Nyon (Suisse), il a été constitué 5 pots de 8 équipes regroupant les 40 équipes qualifiées pour cette phase en fonction de leur coefficient UEFA. L'AS Nancy-Lorraine se retrouve dans le quatrième pot. Nancy jouera dans le groupe H avec le CSKA Moscou (3e de Premier-Liga en 2007), du Deportivo La Corogne (9e de la Liga en 2008 et qualifié via la Coupe Intertoto 2008), du Feyenoord Rotterdam (vainqueur de la Coupe des Pays-Bas), qui retrouve Nancy au même stade de la compétition que deux ans auparavant, et du Lech Poznań (4e du championnat de Pologne en 2008).
| Rang | Équipe               | Pts | J | G | N | P | Bp | Bc | Diff |  | Résultats (▼ dom., ► ext.) |     |     |     |     |     |
| ---- | -------------------- | --- | - | - | - | - | -- | -- | ---- |  | -------------------------- | --- | --- | --- | --- | --- |
| 1    | CSKA Moscou          | 12  | 4 | 4 | 0 | 0 | 12 | 5  | +7   |  | CSKA Moscou                |     | 3-0 | 2-1 |     |     |
| 2    | Deportivo La Corogne | 7   | 4 | 2 | 1 | 1 | 5  | 4  | +1   |  | Deportivo La Corogne       |     |     |     | 1-0 | 3-0 |
| 3    | Lech Poznań          | 5   | 4 | 1 | 2 | 1 | 5  | 5  | 0    |  | Lech Poznań                |     | 1-1 |     | 2-2 |     |
| 4    | AS Nancy-Lorraine    | 4   | 4 | 1 | 1 | 2 | 8  | 7  | +1   |  | AS Nancy-Lorraine          | 3-4 |     |     |     | 3-0 |
| 5    | Feyenoord Rotterdam  | 0   | 4 | 0 | 0 | 4 | 1  | 10 | -9   |  | Feyenoord Rotterdam        | 1-3 |     | 0-1 |     |     |